# Bang Assu
Bang Assu (französisch Bang Assou oder Bangassu) war ein Sultanat der Bandia-Nzakara in Zentralafrika.
Das Reich wurde im späten 18. Jahrhundert rund um die heutige Stadt Bangassou am Fluss Mbomou gegründet, die als Hauptstadt diente. Nach der gewaltsamen Eroberung durch belgische Soldaten war Bang Assu von 1890 bis 1894 ein Protektorat des Kongo-Freistaates, der privaten Kolonie von König Leopold II. von Belgien.
Am 14. Juni 1890 schloss der Sultan von Bang Assou eine Vereinbarung mit dem belgischen Kapitän Alphonse Vangeel ab, sodass sein Reich ein Teil des Kongo-Freistaats Leopold II. wurde. Dadurch wurde Leopolds Kolonie immer größer und er bekam große Mengen von wertvollem Elfenbein. Im Gegenzug erhielt Sultan von Bang Assou lediglich 1500 belgische Waffen für seine Streitkräfte.
Das Belgische Protektorat Bang Assou existierte bis 1894. Danach wurde das Gebiet an die französische Kolonie Französisch-Kongo übertragen. Heute ist es Teil der Präfektur Mbomou innerhalb der Zentralafrikanischen Republik.